# Humbaracı
I corpi di Humbaracı erano truppe di bombardieri e mortaisti dell'esercito ottomano.
È considerato come la prima truppa organizzata e specializzata a livello di corpo d'armata per questa classe nella storia militare del mondo.

## Etimologia
Humbara (pronunciato anche kumbara) deriva dalla parola persiana: hum-i pare (ciotola o involucro di metallo per conservare il denaro). A causa della somiglianza della forma dei proiettili, in turco ottomano, era usato per chiamare le Granate in ferro o bronzo.
In turco moderno, denota anche il salvadanaio di terracotta usato dai bambini, in pratica un salvadanaio di metallo.

## Storia
Nel XVI secolo, Mustafa, un ufficiale di artiglieria dell'esercito ottomano, fondò un'officina per fondere le Humbara al fine di dare la potenza di fuoco dell'artiglieria ai gruppi di fanteria mobilitati.
Nel 1729, Claude Alexandre de Bonneval (conosciuto anche come Humbaracı Ahmet Pascià) istituì una scuola di humbara e riorganizzò tutti i soldati humbaracı in una formazione militare a livello di corpo, fondando il Corpo di Humbaracı.
Nel 1731, le dimensioni del corpo raggiunsero un po' più di 600 soldati, disposti in squadre di 25, per servire come distaccamento agli eserciti.
Nel 1826, durante il movimento Asakir-i Mansure-i Muhammediye per modernizzare l'esercito ottomano, i corpi furono sciolti.

## Munizionamento
Le humbara potevano essere lanciate in due modi:
Humbara-i dest: lanciata a mano
Humbara-i kebir: lanciata con un apparato

## Guarnigione
Humbaracı Kışlası o Kumbarahane ("Caserma degli Humbaracı") era situata nel quartiere Hasköy di Istanbul, sulla costa di Haliç. La strada di fronte alla caserma è ancora chiamata "Via Kumabarahane".
Considerata uno dei primi esempi di guarnigioni militari, comprendeva: fonderia, stalla, campo di addestramento, cucina, moschea, ospedale e negozi. La guarnigione ospitava anche il lağımcılar, corrispondente al geniere negli eserciti moderni.
Nel 1795, la guarnigione fu ampliata per includere la Scuola Imperiale di Ingegneria Militare.
Dopo la modernizzazione dell'esercito e lo scioglimento del corpo, le caserme furono utilizzate come scuola di medicina: il Mekteb-i Tıbbiye-i Şahane.